# Astana
Astana (in kazako e russo: Астана) è la capitale del Kazakistan. Con una popolazione di 1350228 abitanti, dalla fine degli anni novanta ha conosciuto un rapido sviluppo demografico ed economico che la pone ai primi posti tra le città asiatiche per tasso di crescita. Nel 2017 ha ospitato l'Esposizione Universale dell'Energia.
Fondata nel 1830 come Akmolinsk, assunse nel 1961 la denominazione di Celinograd e nel 1992 quella di Akmola. Nel 1997 fu rinominata Astana e divenne la capitale dello Stato subentrando ad Almaty. Nel 2019 fu rinominata Nur-Sultan in omaggio al presidente della repubblica uscente Nursultan Nazarbaev, ma nel 2022 tornò al nome di Astana su iniziativa parlamentare.

## Geografia fisica

### Territorio
La città è situata nel Kazakistan centrale, sul fiume Išim, circondata da una regione pianeggiante, caratterizzata dalla steppa semi-desertica che copre la maggior parte del territorio kazako. La città si trova ad un'altitudine di 347 metri sul livello del mare.
I quartieri più grandi si trovano a nord del fiume, mentre quelli più nuovi a sud del fiume Išim.

### Clima

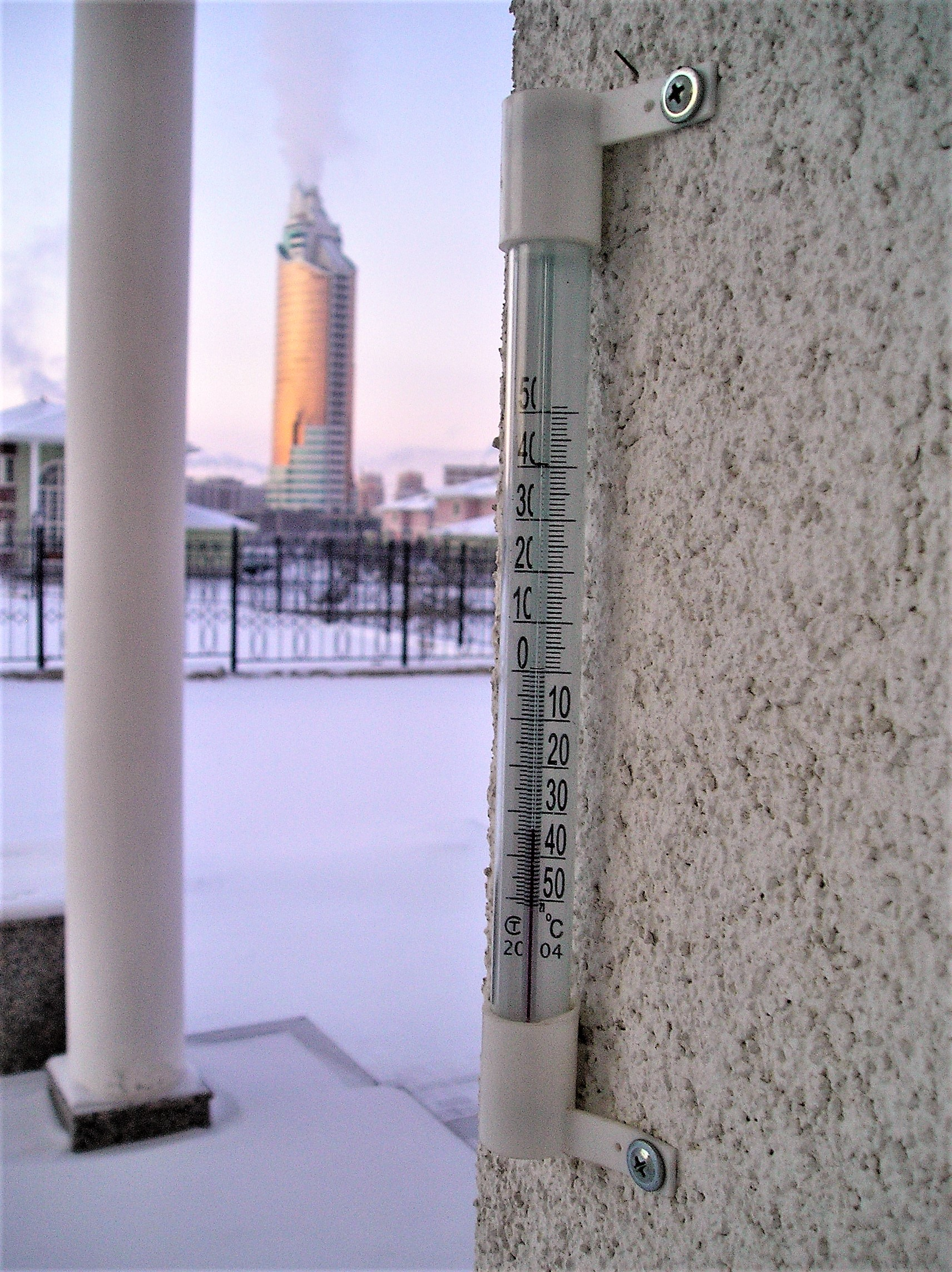
Temperatura registrata nel 2006 ad Astana

Con 6 mesi all'anno di ghiaccio e neve presenti nella città, Astana è la seconda capitale più fredda del mondo, dopo Ulan Bator (Mongolia).
Astana ha un clima continentale estremo, con estati umide, talvolta afose (con occasionali brevi rovesci di pioggia) e inverni molto lunghi, freddi e secchi, dominati dall'anticiclone russo-siberiano. Non esistono ostacoli che possano proteggere Astana dalle perturbazioni di origine siberiana o polari, mentre in estate possono risalire le correnti calde dai deserti dell'Iran. Le temperature estive occasionalmente raggiungono i 35 °C, mentre non è inusuale trovare temperature da −30 °C a −35 °C tra la metà di dicembre e l'inizio di marzo. La città detiene anche il record per la temperatura più bassa mai registrata in Kazakistan (−51,6 °C), che rappresenta anche il picco di freddo estremo tra tutte le capitali del mondo. In genere, il fiume della città rimane ghiacciato tra la seconda settimana di novembre e l'inizio di aprile.
Astana è famosa per i suoi venti violenti, i cui effetti si fanno sentire particolarmente nella nuova area di sviluppo sulla riva sinistra.
- Temperatura media annuale ad Astana è 3,5 °C
- Temperatura media a gennaio: −14 °C
- Temperatura media a luglio: 21 °C
- Minima temperatura registrata: −51,6 °C
- Massima temperatura registrata: 41,6 °C[10]

Dal fatto che la temperatura media annua sia apprezzabilmente superiore allo zero centigrado (diversamente da Ulan Bator) deriva che il suolo non è permanentemente gelato per il permafrost.
| Astana (1991-2020) Fonte:   | Mesi         | Mesi         | Mesi         | Mesi         | Mesi         | Mesi        | Mesi        | Mesi        | Mesi        | Mesi         | Mesi         | Mesi         | Stagioni | Stagioni | Stagioni | Stagioni | Anno  |
| Astana (1991-2020) Fonte:   | Gen          | Feb          | Mar          | Apr          | Mag          | Giu         | Lug         | Ago         | Set         | Ott          | Nov          | Dic          | Inv      | Pri      | Est      | Aut      | Anno  |
| --------------------------- | ------------ | ------------ | ------------ | ------------ | ------------ | ----------- | ----------- | ----------- | ----------- | ------------ | ------------ | ------------ | -------- | -------- | -------- | -------- | ----- |
| T. max. media (°C)          | −10,3        | −8,8         | −1,5         | 12,2         | 20,9         | 25,8        | 26,6        | 25,5        | 18,9        | 10,4         | −1,3         | −8,0         | −9,0     | 10,5     | 26,0     | 9,3      | 9,2   |
| T. media (°C)               | −14,5        | −13,6        | −6,0         | 6,5          | 14,5         | 19,6        | 20,6        | 19,1        | 12,6        | 5,0          | −5,2         | −12,0        | −13,4    | 5,0      | 19,8     | 4,1      | 3,9   |
| T. min. media (°C)          | −18,7        | −18,0        | −10,4        | 1,2          | 8,2          | 13,4        | 14,9        | 13,0        | 6,8         | 0,5          | −8,7         | −16,0        | −17,6    | −0,3     | 13,8     | −0,5     | −1,2  |
| T. max. assoluta (°C)       | 5,0 (1948)   | 8,2 (2016)   | 22,1 (1944)  | 29,7 (2006)  | 36,1 (2020)  | 40,1 (1936) | 41,6 (1936) | 38,7 (1929) | 36,2 (1945) | 26,7 (2004)  | 18,5 (1931)  | 4,5 (2008)   | 8,2      | 36,1     | 41,6     | 36,2     | 41,6  |
| T. min. assoluta (°C)       | −51,6 (1893) | −48,9 (1895) | −37,2 (1915) | −27,8 (1963) | −10,8 (1969) | −1,5 (1985) | 2,3 (1936)  | −2,2 (1929) | −8,2 (1933) | −25,3 (1914) | −39,2 (1953) | −43,5 (1929) | −51,6    | −37,2    | −2,2     | −39,2    | −51,6 |
| Nuvolosità (okta al giorno) | 7,2          | 6,6          | 6,5          | 6,5          | 6,5          | 6,2         | 6,3         | 5,9         | 6,0         | 6,7          | 7,2          | 7,4          | 7,1      | 6,5      | 6,1      | 6,6      | 6,6   |
| Precipitazioni (mm)         | 18           | 17           | 20           | 22           | 33           | 40          | 56          | 31          | 21          | 26           | 29           | 25           | 60       | 75       | 127      | 76       | 338   |
| Giorni di pioggia           | 2            | 2            | 5            | 9            | 15           | 13          | 15          | 13          | 12          | 10           | 7            | 3            | 7        | 29       | 41       | 29       | 106   |
| Nevicate (cm)               | 19           | 23           | 19           | 1            | 0            | 0           | 0           | 0           | 0           | 0            | 4            | 13           | 55       | 20       | 0        | 4        | 79    |
| Giorni di neve              | 25           | 23           | 19           | 6            | 1            | 0,1         | 0,0         | 0,0         | 1,0         | 7,0          | 18,0         | 24,0         | 72,0     | 26,0     | 0,1      | 26,0     | 124,1 |
| Giorni di nebbia            | 2            | 2            | 4            | 2            | 0,3          | 0,4         | 0,3         | 1,0         | 1,0         | 1,0          | 3,0          | 2,0          | 6,0      | 6,3      | 1,7      | 5,0      | 19,0  |
| Umidità relativa media (%)  | 78           | 77           | 79           | 64           | 54           | 53          | 59          | 57          | 59          | 68           | 80           | 79           | 78       | 65,7     | 56,3     | 69       | 67,3  |
| Vento (direzione-m/s)       | S 3,7        | S 3,9        | SW 3,7       | W 3,7        | SW 3,5       | NE 3,1      | NE 2,8      | NE 2,8      | SW 3,1      | S 3,5        | S 3,7        | S 3,8        | 3,8      | 3,6      | 2,9      | 3,4      | 3,4   |

## Origini del nome
La città ha subìto svariati cambi di toponimo: Akmolinsk, Celinograd (1961-92), Akmola (1993-98), Astana (1998-2019) Il 23 marzo 2019 la città è stata rinominata Nur-Sultan con decreto presidenziale, per poi ritornare a chiamarsi Astana nel settembre 2022.
Astana in kazako significa letteralmente "capitale", ma deriva dal persiano Astane (persiano: آستانه) che significa "soglia sublime" o "porta reale", parola usata di solito per una capitale di uno Stato monarchico o in una città-santuario, sacra, che a sua volta deriva dal verbo persiano Istadan (ایستادن) "stare", in relazione, e letteralmente significa "soglia" (reale o sacra, dove le persone accedono con rispetto o timore).
Molto tempo prima di diventare la nuova capitale del Kazakistan, la città era una "astana", dato che il luogo di sepoltura del santo, ivi sepolto, diede l'antico nome alla città, Ak Mola (Ақмола), che letteralmente significa "mausoleo bianco".
Nel giugno 2008 fu avanzata per la prima volta una proposta parlamentare per modificare il nome della città in Nursultan, in onore del primo presidente della repubblica indipendente del Kazakistan Nursultan Nazarbaev. L'idea fu respinta in prima battuta dallo stesso Nazarbaev, che affermò che la decisione di rinominare la città spettasse alle generazioni future.
Il 20 marzo 2019 il successore di Nazarbaev, Qassym-Jomart Toqaev, nel suo discorso inaugurale, propose di ribattezzare la capitale in Nur-Sultan. La proposta fu approvata dal Parlamento e dai deputati del consiglio cittadino, e il 23 marzo Tokayev firmò il decreto presidenziale sulla ridenominazione della città. La ridenominazione provocò proteste di piazza, caldeggiate dal leader dell'opposizione Mukhtar Ablyazov (dal suo esilio in Francia) e represse dalla polizia.
Nel 2022 il governo kazako decise di ripristinare il nome della capitale in Astana, con una legge di iniziativa parlamentare e l'assenso di Toqaev. Questo viene visto come un tentativo da parte dell'amministrazione di distanziarsi dalla figura dell'ex presidente Nazarbaev, anche alla luce delle proteste del gennaio 2022 e del successivo referendum costituzionale che ne ha limitato i poteri.

## Storia

### Epoca russa e sovietica
Nel 1824 un gruppo di cosacchi siberiani, provenienti da Omsk, fondò una fortezza sul fiume Išim, che diede origine alla città di Akmolinsk.
Nel corso del XX secolo, la città divenne un importante nodo ferroviario, favorendo una grande espansione economica, che durò fino alla guerra civile russa. Durante l'epoca stalinista, in cui il Kazakistan ospitò undici Gulag, dove furono internate centinaia di migliaia di persone e le loro famiglie, nella periferia della città sorgeva il campo di lavoro ALZHIR (acronimo russo per "campo per le mogli dei traditori della madrepatria di Akmolinskij"), riservato ai coniugi di quelli che erano considerati "nemici del popolo" dal governo di Stalin ed è uno dei più famosi gulag descritti nel saggio Arcipelago Gulag.
Nel 1961, al tempo della campagna delle terre vergini (in cui Nikita Chruščëv volle portare il Kazakistan ad essere il secondo Stato produttore di cereali per l'Unione Sovietica), venne ridenominata Celinograd (letteralmente "Città delle terre vergini") ed eletta capitale del Territorio delle Terre vergini sovietiche (Celinnyj Kraj). L'elevata concentrazione di immigrati russi in questa area può essere ricondotta al notevole afflusso di braccianti agricoli in questo periodo. Esiste anche una apprezzabile presenza tedesca, molti russo-tedeschi furono infatti reinsediati qui dopo essere stati deportati da Stalin all'inizio della seconda guerra mondiale, quando la Germania nazista invase l'Unione Sovietica.

### Indipendenza kazaka
Nel 1990, quando il Kazakistan divenne indipendente, la città e la regione erano denominate Akmola (o Aqmola - letteralmente "mausoleo bianco"). Nel 1994 venne indicata come nuova capitale del paese, in sostituzione di Almaty. Il trasferimento ufficiale avvenne il 10 dicembre 1997. Il nuovo nome di Astana venne ufficialmente adottato nel 1998.
Le ragioni del trasferimento della capitale erano diverse. Per molti fu dovuto al proposito evidente di avere la capitale in posizione centrale del paese (Almaty è all'estremo sud, presso i confini dello stato); inoltre la vecchia capitale è in una zona altamente sismica, già sede di disastrosi terremoti, con uno sviluppo urbanistico difficoltoso. Lo stesso presidente Nursultan Nazarbaev dichiarò di ricalcare le orme del suo statista ideale Atatürk, che aveva spostato la capitale turca ad Ankara, nel centro del paese.
Lo spostamento della capitale ha prodotto alcune posizioni critiche nel paese; è stata in particolare contestata la posizione isolata della città, che si trova nel centro della steppa kazaka con un clima invernale ostile (è la capitale più fredda al mondo dopo Ulan Bator). Una ovvia contestazione è la difficoltà di trasferimento di funzionari e lavoratori che hanno ancora base ad Almaty.
Sono state spese enormi somme di denaro (ricavate dalle esportazioni petrolifere) per realizzare infrastrutture ed edifici nella nuova capitale, che oltre alla posizione centrale nel paese ha anche una posizione potenzialmente strategica, rispetto all'intera Asia centrale. La costruzione dei nuovi edifici è stata accompagnata da massicci investimenti e dalla firma di importanti architetti con una vistosa impronta simbolica voluta dal presidente Nazarbaev.
Nel 2017 ha ospitato l'Expo, incentrato sul tema delle energie rinnovabili. Il 12 e 13 ottobre 2022 ha ospitato il vertice della Conferenza sulle misure di interazione e rafforzamento della fiducia in Asia (CICA).

## Monumenti e luoghi d'interesse

### Nuovi edifici
- Baiterek
- Moschea Áziret Sultan

#### Palazzo presidenziale Ak Orda

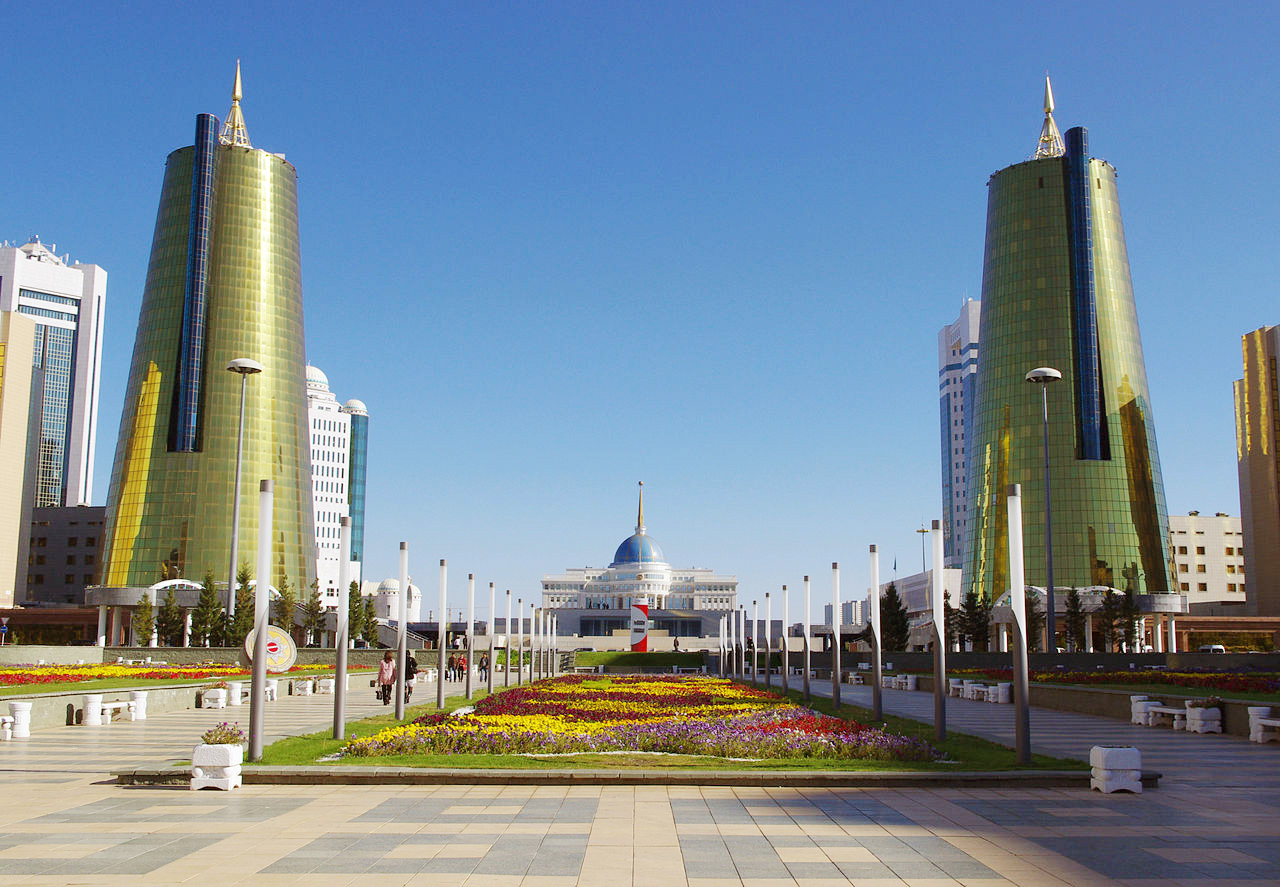
Palazzo presidenziale "Ak Orda"

Il palazzo Ak Orda (in kazako, "la legione bianca") è il luogo di lavoro ufficiale del presidente del Kazakistan. L'edificio di cinque piani è stato costruito nel 2004 in cemento monolitico. Il rivestimento è stato eseguito utilizzando lastre di marmo bianco italiano di 20-40 cm di spessore. L'edificio culmina con una cupola blu-oro sormontata da una spirale che arriva fino ad 80 metri di altezza e la superficie totale è di 36 720 metri quadrati. L'Ak Orda include una "sala orientale" realizzata a forma di iurta in marmo e granito, una sala di marmo per i vertici e le visite ufficiali da parte di rappresentanti di paesi esteri, una sala d'oro per i negoziati e le discussioni private tra il capo dello Stato e i leader di altri paesi, una biblioteca.

#### Palazzo della Pace e della Riconciliazione (Piramide della Pace)
Il Palazzo della Pace e della Riconciliazione (detta anche "Piramide della Pace") è stato ideato e progettato dall'architetto Sir Norman Foster e dall'ingegnere Buro Happold e inaugurato nel settembre 2006. Contiene luoghi di culto per diverse religioni: ebraismo, islam, cristianesimo, buddismo, induismo, taoismo e altre fedi. Ospita anche un teatro da 1 500 posti, il museo nazionale della cultura, una nuova "università della civiltà", una biblioteca e un centro di ricerca per i gruppi etnici e geografici del Kazakistan. In base al progetto, tutte queste diversità sono unificate nella forma pura di una piramide, alta 62 metri e con una base di 62 x 62 metri. L'edificio è concepito come un centro globale per la reciproca comprensione religiosa, la rinuncia alla violenza e la promozione della fede e dell'uguaglianza umana. Secondo i committenti, la Piramide della Pace esprimerebbe lo spirito del Kazakistan, dove culture, tradizioni e rappresentanti di varie nazionalità convivono in pace, armonia e accordo.

#### Kazakstan Ortalyk koncert zaly
La Kazakstan Ortalyk koncert zaly, conosciuta anche col nome inglese Kazakhstan Central Concert Hall, ideata e progettata dall'architetto italiano Manfredi Nicoletti a seguito di un Concorso Internazionale, è stata inaugurata dal presidente della Repubblica del Kazakistan Nursultan Äbişulı Nazarbaev nel dicembre 2009. La forma dell'edificio ricorda i petali di un fiore resi dinamici dalla musica. Queste strutture a petalo creano un involucro imponente che racchiude e protegge tutte le funzioni interne dalle condizioni climatiche estreme di Astana.
L'edificio ospita una delle sale concerto per musica classica più grandi al mondo, con un totale di 3 500 posti a sedere, oltre a due sale minori per musica, cinema e conferenze di 400 e 200 posti a sedere ciascuna, ristoranti, bar e un foyer di circa 3000 m². La sala concerti principale è stata progettata per adattarsi a vari tipi di spettacoli, dai concerti di musica classica sinfonica ai concerti rock-pop e di musica tradizionale, al teatro, al balletto, alle conferenze e al cinema. 
Questa flessibilità è data da una speciale conformazione del controsoffitto e da un articolato sistema di tende acustiche.
L'edificio, che si sviluppa su un totale di 55000 m², è lungo circa 200 metri e ha un'altezza massima di 40 metri. Le strutture esterne, i cosiddetti “petali”, sono costituite interamente da cemento armato. Il rivestimento esterno è fatto con pannelli di vetro trasparente retro-verniciati di colore blu, ispirato dal colore della bandiera del Kazakistan.

## Società

### Popolazione
A gennaio 2020, la popolazione di Astana era di 1 136 008 abitanti, più del doppio della popolazione del 2002 di 493 000 abitanti.

### Etnie
Nel 2018, l'etnia kazaka costituiva il 79,78% della popolazione della città, con un aumento dal 17% durante il periodo di indipendenza del Paese.
Principali gruppi etnici (2020):
- Kazaki: 79,78%
- Russi: 12,27%
- Ucraini: 1,26%
- Tatari: 1,08%
- Uzbeki: 0,96%
- altri: 4,65%

Nel 1989, Tselinograd aveva una popolazione di 281 000 abitanti. Il mix etnico era composto da circa il 17,7% kazako, il 54,1% russo e il 28,2% di altri gruppi etnici.
Nel 2007, la popolazione di Astana era più che raddoppiata dal momento in cui è diventata la capitale, arrivando a oltre 600 000 abitanti, e ha superato il milione nel 2017. I lavoratori migranti, legali o illegali, sono stati attratti da tutto il Kazakistan e dagli stati vicini come l'Uzbekistan e il Kirghizistan e Astana è un attrattore anche per giovani professionisti. Ciò ha cambiato i dati demografici della città, portando più kazaki etnici in una città che in precedenza aveva una maggioranza slava.

### Religione
L'Islam è la religione predominante in città. Altre religioni praticate sono il cristianesimo (principalmente russo ortodosso, il cattolicesimo e il protestantesimo), l'ebraismo e il buddismo.
La città è sede dell'Arcidiocesi di Maria Santissima in Astana, eretta da Papa Giovanni Paolo II nel 1999 e che dal 17 maggio 2003 è stata elevata al rango di arcidiocesi metropolitana.

## Cultura
Nella città si trova il Museo Nazionale della Repubblica del Kazakistan, che contiene reperti che ripercorrono la storia e la cultura del Kazakistan dalla preistoria ad oggi.

## Economia
La politica e il governo sono le attività economiche principali di Astana. La città forma una Zona Economica Speciale.

## Infrastrutture e trasporti
La città è servita dall'Aeroporto Internazionale di Astana, disegnato dall'architetto giapponese Kishō Kurokawa.
La stazione ferroviaria di Astana è un nodo importante del nord del Kazakistan, servito dai treni della Kazakhstan Temir Zholy che collegano la capitale con le principali città in Kazakistan, compreso il treno "Talgo" per Almaty; lo scartamento ferroviario adottato nel paese è quello "largo russo" di 1520 mm.
I treni internazionali partono per Russia, Ucraina, Kirghizistan e Uzbekistan, la maggior parte dei quali con una frequenza settimanale. Dall'estate del 2008, gli orari ferroviari mostrano anche un treno settimanale diretto a Ürümqi (nella regione cinese di Xinjiang), che comporta il cambio di scartamento al confine, dato che in Cina è adottato lo scartamento standard.

## Amministrazione

### Gemellaggi
- Amman, Giordania (2005)
- Ankara, Turchia (2001)
- Aşgabat, Turkmenistan (2017)[32]
- Bangkok, Thailandia (2004)
- Biškek, Kyrgyzstan (2011)
- Damasco, Siria
- Danzica, Polonia (1996)
- Hanoi, Vietnam (2009)
- Islamabad, Pakistan
- Kazan', Russia (2004)
- Kiev, Ucraina (1998)
- Mosca, Russia
- Nizza, Francia (2013)
- Oulu, Finlandia (2013)
- Pechino, Cina (2006)
- Putrajaya, Malaysia
- Riga, Lettonia (1998)
- San Pietroburgo, Russia (1996)
- Seul, Corea del Sud (2004)
- Tashkent, Uzbekistan
- Tbilisi, Georgia (1996)
- Ufa, Russia (2010)
- Ulan Bator, Mongolia (2019)[33]
- Uşak, Turchia
- Varsavia, Polonia (2002)
- Vilnius, Lituania

## Sport

### Calcio
Ad Astana hanno sede due squadre di calcio: l'Astana (ex Lokomotiv Astana), che disputa le proprie partite interne presso la Astana Arena, e l'Astana 1964 FK (ex Dinamo Astana), che gioca presso lo Stadio Qajımuqan Muñaýtpasov.

### Ciclismo
Una squadra ciclistica professionistica, la Astana Qazaqstan Team, composta da atleti di varie nazionalità, tra cui diversi italiani, prende il nome dalla capitale del Kazakistan. Tale squadra è tra le principali a livello mondiale, in quanto risulta tra le 18 ammesse dall'Unione Ciclistica Internazionale all'UCI World Tour. Tra i principali atleti che vi hanno militato figurano Lance Armstrong, Alberto Contador, Aleksandr Vinokurov, Vincenzo Nibali, Michele Scarponi e Fabio Aru.

### Lotta
Ha ospitato il mondiali di lotta del 2019 e i campionati asiatici del 2014 e 2023.

### Scacchi
La città ha ospitato il Campionato del mondo di scacchi 2023, disputato dal 7 aprile al 1º maggio presso il St. Regis Hotel e che ha visto trionfare Ding Liren su Jan Nepomnjaščij.

### Altri sport
La città è anche sede della squadra di pallacanestro Basketbol'nyj klub Astana (detti le "Tigri di Astana") e della squadra di hockey su ghiaccio Barys Astana (detti i "Leopardi delle nevi"). Altro sport popolare è il bandy.